# Імені Балгабека Кидирбекули
імені Балгабе́ка Кидирбекули́ (каз. Балғабек Қыдырбекұлы) — село у складі Жамбильського району Алматинської області Казахстану. Адміністративний центр та єдиний населений пункт Таранського сільського округу.
До 1997 року село називалось Таран.
Населення — 2656 осіб (2021; 2078 у 2009, 1642 у 1999, 1910 у 1989).